# Lissagria laticeps
Lissagria laticeps är en skalbaggsart som först beskrevs av Notman 1920.  Lissagria laticeps ingår i släktet Lissagria och familjen kortvingar. Inga underarter finns listade i Catalogue of Life.